# Jouttivaara
Jouttivaara är en kulle i Finland. Den ligger i Rovaniemi i landskapet Lappland, i den norra delen av landet, 700 km norr om huvudstaden Helsingfors. Toppen på Jouttivaara är 300 meter över havet, eller 83 meter över den omgivande terrängen. Bredden vid basen är 1,8 km. Jouttivaara ligger vid sjön Marrasjärvi.
Terrängen runt Jouttivaara är huvudsakligen platt, men västerut är den kuperad.Runt Jouttivaara är det mycket glesbefolkat, med 2 invånare per kvadratkilometer.